# Nașterea Răului, partea a II-a
„Nașterea Răului, partea a II-a” este al treizeci și optulea episod al serialului de desene animate Samurai Jack.

## Subiect
În timp ce Aku incendiază Orașul Imperial, dintre nori răzbate o lumină și o spumă lăptoasă din care se întrupează un cal alb cu opt picioare, ca cel al vikingului mesianic din spațiul intergalactic. Calul îl eliberează pe Împărat și îl poartă către o peșteră dintr-un munte de dincolo de nori.
Spiritele a trei călugări, împreună cu cei trei eroi mesianici, forjează o sabie plămădită din spirit uman pur, extras din pieptul Împăratului. Sabia are puterea de a învinge Răul. Împăratul o ia și, călare pe un norișor și îmbrăcat în zale, pleacă grăbit să-l înfrunte pe Aku.
În timpul luptei, Aku trage cu lasere din ochi, se transformă în șarpe, în crab, iar în cele din urmă în zeci de oșteni Aku, folosind armurile și armele răspândite pe jos. Împăratul îi distruge pe toți, iar când ultimul oștean Aku vrea să fugă, îi aruncă sabia în spate. Aku se adună amorf pe lama sabiei, iar Împăratul îl împlântă în pământ. Aku promite că se va întoarce.
Împărăteasa născuse între timp un băiat. Împăratul vrea să conceapă un plan pregătitor, pentru cazul când Răul se va întoarce.